# Pittsfield (Vermont)
Pittsfield és una població dels Estats Units a l'estat de Vermont. Segons el cens del 2000 tenia 427 habitants.

## Demografia
Segons el cens del 2000, Pittsfield tenia 427 habitants, 190 habitatges, i 120 famílies. La densitat de població era de 8,2 habitants per km².
Dels 190 habitatges en un 24,7% hi vivien nens de menys de 18 anys, en un 55,3% hi vivien parelles casades, en un 4,7% dones solteres, i en un 36,8% no eren unitats familiars. En el 25,3% dels habitatges hi vivien persones soles el 5,3% de les quals corresponia a persones de 65 anys o més que vivien soles. El nombre mitjà de persones vivint en cada habitatge era de 2,25 i el nombre mitjà de persones que vivien en cada família era de 2,73.
Per edats la població es repartia de la següent manera: un 19,9% tenia menys de 18 anys, un 3,5% entre 18 i 24, un 30,4% entre 25 i 44, un 30,7% de 45 a 60 i un 15,5% 65 anys o més.
L'edat mediana era de 41 anys. Per cada 100 dones de 18 o més anys hi havia 109,8 homes.
La renda mediana per habitatge era de 41.667 $ i la renda mediana per família de 47.000 $. Els homes tenien una renda mediana de 29.306 $ mentre que les dones 26.406 $. La renda per capita de la població era de 21.837 $. Entorn de l'1,6% de les famílies i el 4,2% de la població estaven per davall del llindar de pobresa.